# 平松愛理
平松 愛理（ひらまつ えり、1964年〈昭和39年〉3月8日 - ）は日本の女性歌手、シンガーソングライター、作詞家・作曲家。
本名：平松 絵里（読み方同じ）。ソロ歌手として活動する一方、他の歌手に楽曲提供も行っている。兵庫県神戸市須磨区出身。
所属事務所はひらまつ堂。

## 来歴
1964年、兵庫県神戸市に生まれる。父、母、兄の4人家族で育った。
父親は平松医院院長。兄は大阪ろうさい病院院長。
音楽と出合ったのは3歳の時。実家の隣に住む7歳上の女の子が持つ電子オルガンを見たのがきっかけ。すぐに自分も同じオルガン教室に通うようになり、4歳からはオルガンとともにピアノも習い始める。
10歳の頃、洋楽好きでカーペンターズファンの4歳上の兄の影響で、歌に興味を持ち始める。兄のギターの弾き語りに合わせピアノを弾きながらカーペンターズをハモっていた。
親和中学校・親和女子高等学校に進学。中学ではコーラス部に入る。その傍ら、ピアノでオリジナル曲を作り始める。高校では軽音楽部に入部、ボーカルとしてガールズバンド「ワイプアウト」に加わる。そのバンドで出演した学園祭でオリジナル曲を披露、自分で作詞・作曲した歌を歌って観客に拍手をもらったことでプロを意識するようになった。
17歳の時に関西ローカルのオーディション番組「ヤングプラザ」に出演。それまでバンド活動に反対していた両親がテレビに出たことで反対しなくなり、さまざまなコンテストに挑戦するようになった。
1982年、18歳の頃に古川昌義 (G) 、森俊之 (Key) 、山下政人 (Dr) と共に「ERI & WANDERLAST」を結成、神戸海星女子学院大学進学後も関西を拠点にアマチュアとして活動。
1986年、22歳の時に東京での再会を約束して「ERI & WANDERLAST」のメンバーと別れ、単身上京。アルバイトをしながら曲を作り、週2回はレコード会社に売り込みをかける生活を送る。
1987年、村田和人率いる4人組のユニット「Honey & B-Boys」のアルバム『Back to Frisco』でレコード・デビュー。「My Wish」などの曲でボーカルを執っている。ただし名前の表記は本名の「平松絵里」だった。他の2人は、のちにソロデビューする西司と、PIPERのリーダーである山本圭右。
上京して3年ほど経った頃、レコード会社のディレクターがデイヴ・スチュワート & バーバラ・ガスキンを好きだと知り、最初に持ち込んだ曲を彼ら風のアレンジにやり直して再び持ち込んだ。するとそれが気に入られ、デビュー曲に採用された。
1989年2月21日、シングル「青春のアルバム」とアルバム『TREASURE』でポニーキャニオンよりソロ・デビュー。
1992年3月、アルバム『MY DEAR』からシングルカットした「部屋とYシャツと私」が100万枚近いセールスを記録するヒットとなり、ブレイクを果たす。同年11月、ユニットHIRA^O SAKIとして尾崎亜美、崎谷健次郎と共同でシングル・アルバム『My Best Friends』をリリースする。
1994年1月29日、ともに楽曲制作をしていた編曲家の清水信之と結婚。結婚式場は東京・代沢の東京聖三一教会で行われた。
1995年1月17日、神戸の実家が阪神・淡路大震災で倒壊。同年4月21日、震災チャリティソング「美し都〜がんばろやWe love KOBE〜」（作詞：阿久悠、作曲：平松）をリリースする。
1996年に女児を出産。しかしデビュー当時から患い、以後毎日のように痛みに煩わされ続けた子宮内膜症のせいで母子共に危険な状態であった。出産後は「両親ふたりとも家を遅くまで留守にするのは育児に差し障る」という配慮から、平松と清水が組んで仕事をするのは差し控えるようになった。
1997年1月17日、阪神淡路大震災復興支援ライブ「KOBE MEETING」を開催。その後、1月17日に毎年神戸市内で開催し続けた。
1999年、レコード会社をユニバーサルミュージックに移籍。
2001年、子宮内膜症が悪化し子宮を摘出。その半年後の2002年には乳癌が見つかり、音楽活動の休止を余儀なくされる。休止中は各地での講演活動に参加した。
2004年4月21日、新曲「YOU ARE MINE／部屋とYシャツと私2004」をリリースし、歌手活動を再開。また、併せて闘病手記「部屋とYシャツと『私の真実』」も上梓した。これ以外にも雑誌、新聞にエッセーを執筆。
2005年8月、子育てと仕事とですれ違いが生じ、代理人を通して離婚届を提出した。報道によると、憎み合っての離婚ではなく慰謝料等も生じず、娘（親権は平松が得た）の学校行事には父母揃って参加している。同年「KOBE MEETING」の活動などが認められ、神戸大使を委嘱される。
2008年、新しい形のライブ「SLOW ROOM」を始める。
2010年5月、神戸への社会貢献が認められ、第64回神戸新聞文化賞を受賞。5月30日、「がんばろうKOBEデー」と題してスカイマークスタジアムで行われたオリックス・バファローズ対東京ヤクルトスワローズ戦にて「美し都〜がんばろやWe love KOBE～」と国歌独唱を行った。
2011年、テイチクエンタテインメントのコンチネンタル・スターレーベルへ移籍。同年第1弾シングル「いいんじゃない?」、2012年に第1弾アルバム『花と太陽』をそれぞれ発売。
2016年10月、FM大阪「Nestle presents CHEER UP! MORNING」パーソナリティを務める。2017年4月よりTOKYO FMでも放送開始。
2019年、「部屋とYシャツと私」のその後を描いた新曲「部屋とYシャツと私 〜あれから〜」を8月28日にソロ・デビュー30周年シングルとして発売。大晦日に神奈川県・横浜アリーナにて行われたももいろ歌合戦（BS日テレ・ニッポン放送・AbemaTVなど）へ初出場し、同曲を歌唱した。
2020年1月17日、25年続けてきた阪神淡路大震災・東日本大震災の復興支援ライブ「KOBE MEETING」の最終公演を行う。1月21日、これまでの功績を受け、神戸市から感謝状が贈呈された。同年5月19日、自身のYouTubeチャンネル「平松愛理 Channel *SLOWROOM*」で100日配信を開始する。同年9月、渋谷LIVING ROOM CAFE & DINING にてNobuyuki Shimizu Presentsに出演。2nd Stageはゲストに娘のheineが歌唱出演。同年12月、目黒 Blues Alley Japan にてSLOWROOMライブ『SLOW ROOM ~Xmasうたの贈り物』を開催。同年12月に小型船舶操縦免許1級を取得。
2021年2月、『32th Anniversary&Happy Birthday Live』をBillboard Live OSAKA、3月にBillboard Live YOKOHAMAにて開催。同年6月「BLUE MOON」→7月「白夜」→8月「ピラフになりたい」と、3ヶ月連続配信シングルリリースを行う。同年8月12日、新型コロナウイルス感染を公表。同月29日に予定されていたライブ「SLOW ROOM〜今届けたいうた〜」は開催が延期された。8月27日、回復を報告。
2022年4月よりNHKラジオ第1(R-1)にて「Discover Carpenters」がスタート。音楽的に影響を受けたCarpentersについて、アマチュアの頃からの音楽仲間であり作編曲家・キーボーディストの森俊之氏等と、Carpenters愛溢れる平松の深掘り解釈、時にキーボードを用いての森氏の音楽的分析や時代背景から紐解く解説が人気のトーク番組。また、クリスマスの企画コーナー内でCarpentersの楽曲ライブを行い大好評を得る。また同年10月 パシフィコ横浜国立大ホールにてPATi-PATixGB『THE GREATEST HITS』に出演。11月 日本テレビ『しゃべくり007』にて歌唱。
2023年7月、幕張メッセにて、日本テレビ系『THE MUSIC DAY』に出演。また同年8月7日、ライブ SLOW ROOM ~ Door to Next Roadを開催。
2024年2月、平松愛理活動35周年を迎える。35周年イベントとして、5月『平松愛理 35th Anniversary Project Live 〜めっちゃありがとう！〜「新緑のうた」』、11月『平松愛理 35th Anniversary Project Live 〜めっちゃありがとう！〜「晩秋のうた」』を開催。

## 音楽
デビュー当初は西平彰の編曲であったが、3枚目のアルバム『MY DEAR』、シングルでは「月のランプ」以降、編曲家が清水信之に代わる（なお『MY DEAR』の「悲しくて悲しすぎて」と「ファーストクリスマスイヴ」は萩田光雄の編曲）。清水による平松作品は数多いが、「戻れない道」の編曲は、打ち込み主体の通常の電子音スタイルとは異なり、アコースティックなハープとフルートをメインに使うといった、かつての松任谷正隆的な手法を用いている。

## エピソード
「部屋とＹシャツと私」に関連してのインタビューにおいて、選択的夫婦別姓に関して、「結婚には覚悟がいる。名字が変わることは、新たな家庭をスタートするに当たっての『けじめ』みたいな部分はあるが、離婚の際の子供のこと、喪失感なども考えれば、別姓の選択は自然なこと」と賛同している。
岡村孝子との交友は「美し都〜がんばろやWe love KOBE〜」のバックコーラスのひとりを岡村が務めていたことや、岡村の楽曲を元夫である清水が編曲家として関わっていたということもあり、以後現在まで長く続いている。2019年に岡村が急性白血病に罹患した折に、岡村が当時ラジオパーソナリティを務めていた番組「あの頃ミュージック」の代打として真っ先に平松が指名されたほか、平松も岡村の病気快癒を祈った千羽鶴募集を行っている。
絵本アニメクリエイター twotwotwo が、平松愛理のMV制作をしたくてクラファンにチャレンジ。クラファン目標達成後 MV「ピラフになりたい」を制作した。

## ディスコグラフィー

### シングル
|      | 発売日                                   | タイトル                              | 規格品番                       | 備考 |
| ---- | ---------------------------------------- | ------------------------------------- | ------------------------------ | --- |
| 1st  | 1989年2月21日                            | 青春のアルバム                        | S10A0239 CT:10P13330 EP:7A0948 | |
| 2nd  | 1989年7月21日                            | 太陽のストライキ                      | S9A-11030 9P-10031             | |
| 3rd  | 1989年11月21日                           | 駅のない遮断機                        | PCDA-00030                     | |
| 4th  | 1990年5月21日                            | 月のランプ                            | PCDA-00086                     | 『ウッチャンナンチャンの誰かがやらねば!』エンディングテーマ |
| 5th  | 1990年12月5日                            | 素敵なルネッサンス                    | PCDA-00143 PCSA-00095          | 『ウッチャンナンチャンのやるならやらねば!』エンディングテーマ |
| 6th  | 1991年5月21日                            | 虹がきらい                            | PCDA-00184 PCSA-00128          | 『ぷるるんクニクニ島』エンディングテーマ |
| 7th  | 1991年11月21日                           | 思い出の坂道                          | PCDA-00241                     | |
| 8th  | 1992年3月21日                            | 部屋とYシャツと私                     | PCDA-00289                     | アルバム『MY DEAR』からシングルカット さだまさしのヒット曲『関白宣言』のアンサーソングと言われる mihimaru GTがアルバム『mihimagic』で、2008年Cooley High Harmonyがデビューアルバム『Voice from Kobe』の1曲目でカヴァー |
| 9th  | 1992年6月3日                             | マイ セレナーデ                       | PCDA-00313                     | トヨタ・カローラセレスCMソング（サビが「セレス」と聞こえる） |
| 10th | 1992年9月2日                             | もう 笑うしかない                     | PCDA-00353                     | 日新火災CMソング 『笑っていいとも!』身内自慢コンテストのオープニングで使用 |
| 11th | 1993年3月8日                             | Single is Best!?                      | PCDA-00414                     | 横浜銀行CMソング 『CDTV』第1回ゲストライブ曲 |
| 12th | 1993年11月3日                            | 戻れない道                            | PCDA-00504                     | 『都合のいい女』主題歌 |
| 13th | 1994年2月2日                             | 一夜一代に夢見頃                      | PCDA-00545                     | |
| 14th | 1994年7月21日                            | 女（ハナ）の命は短くて                | PCDA-00624                     | |
| 15th | 1994年10月21日                           | あなたのいない休日                    | PCDA-00659                     | 映画『居酒屋ゆうれい』主題歌 |
| 16th | 1995年4月21日                            | 美し都〜がんばろやWe love KOBE〜      | PCDA-00659                     | 神戸復興「がんばろや! WE LOVE KOBE」キャンペーンソング JR西日本「三都物語」CMソング 作詞は淡路島出身の阿久悠、作曲が平松 コーラスに岡村孝子、沢田知可子、大江千里、島倉千代子が参加 チャリティーシングルとして発売され、印税は神戸復興のチャリティー基金となる（現在廃盤） 1995年7月までに約11万枚を販売した 2005年発売のオムニバス『名曲発掘! ジュエル・バラッズ』でアルバム収録 |
| 17th | 1995年11月20日                           | おしえて神様                          | PCDA-00775                     | 武田食品ビタミンサラダCMソング |
| 18th | 1996年5月17日                            | Midnight Sun                          | PCDA-00857                     | |
| 19th | 1996年9月23日                            | ビビッとドキッとGood Day/Dear My Baby | PCDA-00895                     | カルビーア・ラ・ポテトCMソング ESSE15周年イメージソング |
| 20th | 1997年6月4日                             | 宇宙でたったひとつの今日              | PCDA-00981                     | トヨタ・イプサムCMソング |
| 21st | 1997年9月3日                             | この街のどこかで                      | PCDA-00994                     | 『金曜エンタテインメント』メインテーマ |
| 22nd | 1999年4月21日                            | Endless Moment                        | MVDH-9015                      | 『はれ時々くもり』主題歌 ユニバーサルビクター移籍第1弾 |
| 23rd | 2000年6月16日                            | ウサバラ・DE・東京                    | MVCH-1209                      | |
| 24th | 2001年11月21日                           | 愛情レストラン                        | UUCH-5036                      | |
| 25th | 2004年4月21日                            | YOU ARE MINE/部屋とYシャツと私2004    | OWCE-1001                      | “HeartFullMoon”レーベルよりリリース |
| 26th | 2005年7月11日先行発売 同年8月2日全国発売 | 蒼い芝生                              |                                | ロッテリアイメージソング ロッテリアのみの数量限定販売 “HeartFullMoon”レーベルよりリリース |
| 27th | 2011年11月9日                            | いいんじゃない?                       | TECG-37                        | 『いつもココロに太陽を』主題歌 テイチクエンタテインメント移籍第1弾 |
| 28th | 2019年8月28日                            | 部屋とYシャツと私 〜あれから〜        |                                | 『部屋とYシャツと私』の続編的楽曲 デビュー30周年記念楽曲 |

### デジタル・シングル
|     | 発売日        | タイトル         | 備考 |
| --- | ------------- | ---------------- | ---- |
| 1st | 2021年6月16日 | BLUE MOON        |      |
| 2nd | 2021年7月14日 | 白夜             |      |
| 3rd | 2021年8月18日 | ピラフになりたい |      |

### アルバム

#### オリジナル・アルバム
|      | 発売日         | タイトル         | 規格品番                           | 備考 |
| ---- | -------------- | ---------------- | ---------------------------------- | --- |
| 1st  | 1989年2月21日  | TREASURE         | D32A0419:CD 28P6872:CT C28A0689:LP | |
| 2nd  | 1989年11月21日 | とっておきの20秒 | PCCA-00011:CD PCTA-00010:CT        | |
| 3rd  | 1990年12月15日 | MY DEAR          | PCCA-00120                         | |
| 4th  | 1991年11月27日 | redeem           | PCCA-00318                         | |
| 5th  | 1992年9月18日  | Erhythm          | PCCA-00392                         | |
| 6th  | 1993年12月17日 | 一夜一代に夢見頃 | PCCA-00528                         | |
| 7th  | 1994年11月11日 | 7 DAYS GIRL      | PCCA-00655                         | |
| 8th  | 1996年7月22日  | Reborn           | PCCA-00981                         | |
| 9th  | 1997年12月3日  | fine day         | PCCA-01163                         | |
| 10th | 2000年9月1日   | Usa-Bara         | UUCH-1002                          | ユニバーサルビクター移籍第1弾 |
| 11th | 2004年10月6日  | 秋の虹           | OWCE-2001                          | 活動復帰ライブの一部を収録したDVD付き “HeartFullMoon”レーベルよりリリース                                                                                                 |
| 12th | 2012年1月18日  | 花と太陽         | TECG-30059                         | 映画『くろねこルーシー』主題歌「花と太陽」など新曲のほか、ヒット曲のアレンジ版も収録 アルバム、楽曲制作について自身で語るmpeg動画付き テイチクエンタテインメント移籍第1弾 |
| 13th | 2014年10月8日  | La La, Smile     | DDCZ-1985                          | 「ネスカフェ」CMソング「La La,Smile」を収録 |

#### ベスト・アルバム
|     | 発売日         | タイトル                                                 | 規格品番   | 備考                                                                                 |
| --- | -------------- | -------------------------------------------------------- | ---------- | ------------------------------------------------------------------------------------ |
| 1st | 1993年4月7日   | Single is Best                                           | PCCA-00436 |                                                                                      |
| 2nd | 1998年2月18日  | バラードベストコレクション 可憐〜Karen〜                 | PCCA-01181 | 2枚組バラードベスト                                                                  |
| 3rd | 1999年6月2日   | ベストセレクション〜青春のアルバム〜                     | PCCA-01337 | デビュー曲「青春のアルバム」の別アレンジバージョン「青春のアルバム (upgrade)」を収録 |
| 4th | 2002年4月17日  | Anthology 平松愛理BEST                                   | PCCA-01676 |                                                                                      |
| 5th | 2005年11月16日 | 平松愛理 THE SINGLE BEST                                 | PCCA-02206 |                                                                                      |
| 6th | 2008年7月16日  | 平松愛理 BEST COLLECTION                                 | PCCS-00042 |                                                                                      |
| 7th | 2011年5月18日  | ゴールデン☆ベスト                                        | PCCA-03391 |                                                                                      |
| 8th | 2015年6月17日  | プラチナムベスト 平松愛理 シングル&バラード コレクション | PCCA-50203 |                                                                                      |

#### その他のアルバム
|     | 発売日         | タイトル                                                | 規格品番                             | 備考 |
| --- | -------------- | ------------------------------------------------------- | ------------------------------------ | --- |
| 1st | 1987年         | BACK TO FRISCO                                          |                                      | 「Honey & B-Boys」（村田和人、山本圭右、平松愛理、西司）名義                                                                |
| 2nd | 1992年11月20日 | My Best Friends                                         | PCCA-00412(Album) PCDA-00388(Single) | 「HIRA^O SAKI」（平松愛理、尾崎亜美、崎谷健次郎）名義                                                                       |
| 3rd | 1996年1月19日  | Eri's “B” Good                                          | PCCA-00872                           | オリジナルアルバム未収録シングルカップリング曲を編集し、別アレンジに収録したミニアルバム                                    |
| 4th | 1997年4月23日  | 60 CANDLES                                              | FHCF-2376                            | 加山雄三のトリビュート・アルバム 「まだ見ぬ恋人」で参加                                                                     |
| 5th | 2003年9月25日  | 自分次第。                                              | FLCF-3986                            | 「Hi-hats」名義 活動休止中にリリース フォーライフよりリリース                                                               |
| 6th | 2006年8月2日   | 愛と海と音楽と                                          | COCP-50944                           | ふかわりょうのアルバム 「悲しみのむこう」にvocal参加                                                                        |
| 7th | 2007年3月21日  | Voice Colors〜あなたといたころ〜                        | VICL-62319                           | コンピレーション・ カバー・アルバム 大江千里の「天気図」、中島みゆきの「糸」をカバー ビクターエンタテインメントよりリリース |
| 8th | 2009年3月25日  | イエスタデイ・ワンス・モア〜TRIBUTE TO THE CARPENTERS〜 | UICZ-4193                            | カーペンターズのトリビュート・アルバム 「JAMBALAYA（ON THE BAYOU）」で参加                                                  |
| 9th | 2016年9月7日   | DO MY BEST II                                           | YCCW-10280/1                         | 岡村孝子のソロデビュー30周年記念アルバム 「Hello」で辛島美登里とコーラスで参加（ソロパートあり）                            |

### 映像作品

#### ミュージック・ビデオ
|     | 発売日        | タイトル               | 規格品番       | 収録楽曲 | 備考                                                                                   |
| --- | ------------- | ---------------------- | -------------- | --- | -------------------------------------------------------------------------------------- |
| 1st | 1993年4月28日 | Variation Chapter1     | PCVP-51143:VHS | もう 笑うしかない/Single is Best!?/部屋とYシャツと私 | 監督は岩井俊二                                                                         |
| 2nd | 1996年1月19日 | Variation 2            | PCVP-51805:VHS | 戻れない道/女の生命は短くて/あなたのいない休日/おしえて神様 |                                                                                        |
|     | 1996年1月19日 | Variation I & II       | PCLP-00593:LD  | もう 笑うしかない/Single is Best!?/部屋とYシャツと私/戻れない道/女の生命は短くて/あなたのいない休日/おしえて神様                                                   | 「Variation Chapter1」と「Variacion 2」を合わせたもの                                  |
| 3rd | 1999年6月2日  | Variation 1&2 And More | PCVP-52592:VHS | もう 笑うしかない/Single is Best!?/部屋とYシャツと私/戻れない道/女の生命は短くて/あなたのいない休日/おしえて神様/ビビッとドキッとGood Day/宇宙でたったひとつの今日 | 「Variation I & II」にビビッとドキッとGood Dayおよび宇宙でたったひとつの今日を追加収録 |

#### Live
|     | 発売日                                                                         | タイトル                                                         | 備考 |
| --- | ------------------------------------------------------------------------------ | ---------------------------------------------------------------- | ---- |
| 1st | 2016年4月5日（限定生産盤［DVD+2CD+LIVE PHOTO］） 2016年7月5日（通常盤［DVD］） | 平松愛理 25th Anniversary Live ～平松だー！サンクスパーティー♪〜 |      |

### 書籍
1. ゲキツー!!―子宮内膜症との闘いの日々（2001年8月23日）
2. 部屋とYシャツと「私の真実」（2004年2月25日）
3. しあわせになろうよ（2005年9月30日）

### 楽曲提供
太字は平松が後にセルフカバーしている楽曲である。
- 浅香唯
「友達に戻ろう」作詞・作曲：平松愛理 編曲：加藤和彦
- YeLLOW Generation
「チョコレイト〜鮮烈な味わい魅惑の世界〜」作詞：Yuko 作曲：平松愛理 編曲：清水信之
- 市川実和子
「ガラスの林檎」作詞：小野小福 作曲：平松愛理 編曲：井上鑑
「22歳のMellow」作詞：小野小福 作曲：平松愛理 編曲：井上鑑
- 加藤紀子
「Invitation」作詞：平松愛理 作曲：アルベルト城間 編曲：清水信之
- Clair
「明日へ」作詞：平松愛理 作曲：Marty Friedman 編曲：佐藤公一郎
- 佐々木ゆう子
「ギュッとずっと」作詞：平松愛理 作曲：木根尚登 編曲：清水信之
- 沢田知可子
「あなたに教えたい」作詞・作曲：平松愛理 編曲：小野沢篤
- 島倉千代子
「愛ひとひら」作詞：島倉千代子 作曲：平松愛理 編曲：竜崎孝路
「ときめきよこんにちわ」作詞：島倉千代子 作曲：平松愛理 編曲：矢野立美
- 鈴木康博
「クィーンズボローの橋の上で」作詞：平松愛理 作曲・編曲：鈴木康博
- 高橋由美子
「最上級I LIKE YOU」作詞・作曲：平松愛理 編曲：清水信之
- 田村英里子
「リバーシブル」作詞・作曲：平松愛理 編曲：井上鑑
「街路樹のAFTERNOON」作詞・作曲：平松愛理 編曲：武部聡志
「助手席のPrefume」作詞・作曲：平松愛理 編曲：萩田光男
「Domino」作詞：平松愛理 作曲：鈴木康博 編曲：萩田光男
- 長女隊
「妹のように」作詞：及川眠子 作曲：平松愛理 編曲：COZY
- 鶴久政治
「君だけを…」作詞：平松愛理 作曲：鶴久政治 編曲：西平彰
- 搭堂なつ
「ドアの向こう」作詞・作曲：平松愛理 編曲：清水信之
「彼と私の新しい関係」作詞・作曲：平松愛理 編曲：清水信之
- 西田ひかる、久保田利伸
「ああ ホント やんなっちゃう」作詞：平松愛理 作曲・編曲：久保田利伸
- 細川直美
「十月人魚」作詞：及川眠子 作曲：平松愛理 編曲：若草恵
- 真璃子
「Boy Friend」作詞・作曲：平松愛理 編曲：冨田素弘
- 三浦理恵子
「テンダークリスマス」作詞：和泉ゆかり 作曲：平松愛理 編曲：山川恵津子
- 村井麻里子
「3年分の雫」作詞：白峰美津子 作曲：平松愛理 編曲：樫原伸彦
- 森口博子
「Someday Everyday」作詞・作曲：平松愛理 編曲：清水信之
「Shocking Blue」作詞・作曲：平松愛理 編曲：清水信之
- 薬師丸ひろ子
「ANTIQUE CLOCK」作詞・作曲：平松愛理 編曲：船山基紀
「平凡」作詞：小室みつ子 作曲：平松愛理 編曲：清水信之
「平凡」は平松版では歌詞・タイトルが異なり「朝のホームで」となっている。
- 山口由子
「GO・ME・N」作詞・作曲：平松愛理 編曲：武部聡志
「エレベーターアクシデント」作詞・作曲：平松愛理 編曲：武部聡志
- LILY
「信じれば」作詞：JOE 作曲：平松愛理 編曲：森俊之
- ribbon
「Station Break」作詞・作曲：平松愛理 編曲：水島康貴
「after school 4o'clock」作詞・作曲：平松愛理 編曲：西脇辰弥
「君ならば大丈夫」作詞・作曲：平松愛理 編曲：西脇辰弥
- 黒川芽以
「今日のまま」作詞・作曲：平松愛理 編曲：斉藤英夫
- Tiara
「あの花みたいに」作詞・作曲：平松愛理

## 出演

### テレビ番組
- ウッチャンナンチャンの誰かがやらねば!（フジテレビ） - 毎週生放送の中、ピアノ演奏によるエンディングテーマの弾き語りを担当していた。台風の中でも歌ったことがある。
- クイズテレビずき!（TBSテレビ） - 解答者として出演｡
- しゃべくりDJ 平松愛理のミュージックアワー!!（2018年10月 - 、歌謡ポップスチャンネル）
  - しゃべくりDJ ダイアモンド☆ユカイ&平松愛理のミュージックアワー!!（2019年2月 - 、歌謡ポップスチャンネル）

#### 単発出演
- わたしはあきらめない（2003年9月10日、NHK総合）
- 歌謡チャリティーコンサート（2004年・2009年・2011年、NHK総合）
- 金曜バラエティー 「アラフォー世代に贈る!輝きつづける青春ソング」（2009年8月7日、NHK総合）
- ノンストップ!（2019年9月19日、フジテレビ）
- アウト×デラックス（2019年12月5日、フジテレビ）
- ももいろ歌合戦（2019年12月31日、BS日テレ・ニッポン放送・AbemaTVなど）
- 歌える!J-POP 黄金のヒットパレード決定版!(3) （2021年5月8日、NHK BSプレミアム）
- うたコン「昭和・平成・令和の定番結婚ソングとは」（2024年6月11日、NHK総合）

### ラジオ番組
- HIT RADIO '99（1989年4月 - 1990年2月、FM大阪）
- 795レポート（1989年4月 - 1989年7月、NACK5）
- 平松愛理のTREASURE NIGHT（1989年4月 - 1990年3月、FM新潟・FM仙台）
- 平松愛理のWARM IN THE MOON（1990年4月 - 1991年3月、FM新潟）
- Kiss POP SQUARE MOONLIGHT WALK（1990年10月 - 1993年4月、Kiss FM）
- 平松愛理のオールナイトニッポン（1991年4月 - 1991年10月4日、ニッポン放送） - 金曜2部
- 4ウェイミュージックストリート（1991年6月 - 1994年8月、FM仙台・FM群馬・FM静岡・FM長崎・ラジオ福島）
- MELODY FARM（1991年10月 - 1992年3月、NACK5）
- 平松愛理 SILKY DREAM（1992年10月 - 1993年4月・1993年10月 - 1994年4月・1994年10月 - 1995年4月、文化放送・東海ラジオ・ラジオ大阪）
- ヨコハマラジオナイト My Pop Sketch（1992年10月 - 1994年4月、FM横浜）
- Radio Pop Sketch（1994年4月 - 1997年3月、FMヨコハマ）
- TO BE YOUR STYLE（1994年7月 - 2002年4月、bayfm)
- 79.5FM『JYOSHI BEYA』（2004年4月 - 2004年12月、RADIO-i）
- 愛イ理アンSpace（2007年10月 - 2007年12月、FM COCOLO）
- Nestlé presents CHEER UP! MORNING（2016年10月 - 2020年6月、FM大阪・TOKYO FM）[3]
- ラジオ深夜便・ミッドナイトトーク（2019年4月 - 、NHKラジオ第1） - 偶数月第1週土曜日担当
- あの頃ミュージック（2019年5月 - 2019年6月 、かしわプロダクション制作） - 岡村孝子の病気療養に伴う代理[11]
- ディスカバー・カーペンターズ（2022年4月 - 2023年4月、NHKラジオ第1）

## 受賞歴
- 1992年：第34回日本レコード大賞 作詩賞（ポップス・ロック部門）
- 1993年：日本歌謡大賞放送音楽プロデューサー連盟賞
- 2010年：第64回神戸新聞文化賞

## KOBE MEETING
「KOBE MEETING」は、平松の故郷・神戸を襲い、実家も被災した、1995年1月17日の阪神・淡路大震災（兵庫県南部地震）の記憶を風化させまいとの主旨で、出産翌年の1997年から、毎年1月17日に神戸市内で平松自らが企画の上、行っていたチャリティーライブ&トークショー。
1997年から1999年までは、サンテレビジョンの番組と連動し、毎年会場を変えつつ、平松は“神戸にゆかりのあるミュージシャンの一人”としての参加だったが、2000年以降、平松の単独ライブという形式に変わる。
2002年4月、平松は上述の通り活動休止を余儀なくされ、このライブの開催も危ぶまれたが、当時（'00～'05年）の会場であったライブハウス・チキンジョージ（神戸市中央区）側の懸命なスケジュール調整や、何より震災に拘り続ける平松本人の強い意向もあり、休業期間中もKOBE MEETING当日だけは姿を見せライブを敢行。以降、会場やステージング（ソロライブから、神戸を活動の拠点とする複数アーティスト出演による、いわゆる“対バン形式”へ）の変更が施されるも、“音楽を通しての被災者への鎮魂と被災地の復興”という当初のコンセプトは変えずに続けられた。
回を重ねるごとにNHK神戸放送局、サンテレビジョン、ラジオ関西、神戸新聞といった地元はもとより、兵庫県外のメディアからも取材を受けるようになり、この長期にわたるチャリティー活動が高く評価され、活動再開からまる1年後の2005年4月21日、平松は神戸市より「神戸大使」の委嘱を受けている。
ライブおよびグッズの収益等から、諸経費を差し引いた金額、さらに当日の会場内での募金等を併せ、毎年同市東灘区にある「あしなが育英会・レインボーハウス」へ寄付（2012年以降は前年の東日本大震災発生を受け、東北レインボーハウスの設立基金にも充当）。ライブ当日に代表者への目録贈呈が行われていた。

### 公演終了
2015年までは阪神・淡路大震災の発生した1月17日当日に開催してきたが、2016年以後はその日にこだわらずに、震災から直近の週末を中心に公演が行われてきた。
2019年12月4日、阪神・淡路大震災から満25周年を迎えるにあたり行われる2020年1月17日の第25回記念公演（於・神戸情報文化ビル・神戸新聞松方ホール大ホール）を最後として、開催を終了すると発表した。その理由として、近年の自然災害の多発を上げており、「神戸で学んだ助け合いの精神を、東北など、新たな被災地に伝えることが使命であると考えた」としている。

## YouTube 平松愛理 Channel *SLOWROOM*
- 2020年5月19日から100日配信「平松愛理に聞きたい100のこと」を開始。
- 2020年6月30日までは毎日配信を行い、7月以降金曜21時からの配信となる。

### ゲスト
- FM大阪「Nestle presents CHEER UP! MORNING」スタッフ - 2020年6月10日・12月13日
- Heine（娘） - 2020年6月17日
- Chibi（ボイストレーナー） - 2020年6月30日
- 紺野相龍（ステージカフェ下北沢亭・オーナー） - 2020年7月18日